# Александър Манов (журналист)
Александър Манов е български спортен журналист, дългогодишен пресаташе на ЦСКА, директор на музея на спортната слава на ЦСКА в продължение на повече от 30 години.
Доайен на спортната журналистика в България. Работи във вестниците „Народна армия“ и „Българска армия“ в продължение на 34 години. Умира на 25 декември 2020 г.